# ۸۲۵ (میلادی)
۸۲۵ (میلادی) هشتصد و بیست و پنجمین سال تقویم میلادی است.

## زادگان
زاده شدن عبدالله زکی ( نام کامل: أبو عبدالله الإمام الحسین المستور الزکی بن التقی محمد ) دهمین امام در مذهب شیعه اسماعیلی در شاخه نزاریه و یازدهمین امام در شاخه مستعلیه (۸۲۵.م،۲۱۰ه. ق)    
زاده شدن آلموش ( به مجاری: Álmos )  ( تلفظ مجاری: ) (زادهٔ ۸۲۵.م - درگذشتهٔ ۸۹۵.م ) که نخستین امیر مجارستان در بین سال های ۸۵۰ تا ۸۹۵ میلادی بود.

## درگذشتگان
‎